# Capitólio Estadual do Colorado
O Capitólio Estadual do Colorado (em inglês:  Colorado State Capitol) é a sede do governo do estado do Colorado. Localizado na capital Denver, o edifício foi construído entre 1886 e 1901 e situa-se na 200 East Colfax Avenue.
O capitólio e o entorno foram incluídos no Registro Nacional de Lugares Históricos em 27 de fevereiro de 1974, e passou a fazer parte do Distrito Histórico Nacional do Centro Cívico de Denver em 16 de outubro de 2012.